# Шварц, Антон (виолончелист)
Антон Шварц (нем. Anton Schwartz; 10 июня 1753, Мангейм — 9 марта 1812) — немецкий виолончелист.
Начал обучаться игре на виолончели в девятилетнем возрасте, учился у Инноценца Данци. В 13 лет впервые выступил с концертом при мангеймском дворе. В 1776 году предпринял гастрольную поездку в Париж. В связи с переездом мангеймского двора курфюрста Карла IV Теодора в Мюнхен Шварц также перебрался туда и в 1779 г. был зачислен виолончелистом в придворную капеллу. Ф. Й. Липовский отмечал в его игре «изящный, звучный, трогающий за сердце тон».
Среди его многочисленных учеников были, в частности, Макс Борер, Филипп Моральт, Филипп Якоб Рёт.